# New York Generals 1967
Questa pagina raccoglie i dati riguardanti i New York Generals nelle competizioni ufficiali della stagione 1967.

## Stagione
L'allenatore Freddie Goodwin fece ingaggiare alcuni giocatori che aveva allenato allo Scunthorpe Utd, come Ash, Mahy e Sidebottom, o vecchi compagni di squadra come Barrie Wright. La squadra venne completata con giocatori caraibici e sudamericani, tra cui un nutrito gruppo di giovani argentini provenienti dal Boca Juniors.
I Generals ottennero il terzo posto della Eastern Division della NPSL, non qualificandosi per la finale della competizione, vinta poi dagli Oakland Clippers. Miglior marcatore stagionale del club fu George Kirby con 14 marcature, mentre il miglior assist-man fu Herbert Finken con 5 passaggi vincenti.

## Organigramma societario
Area direttiva
- Proprietari: RKO Général e Peter Elser

Area tecnica
- Allenatore: Freddie Goodwin
- Assistente allenatore: Roy Hartle

## Rosa
| N. |                              | Ruolo | Calciatore         |
| -- | ---------------------------- | ----- | ------------------ |
| 1  | Brasile (bandiera)           | A     | Iris DeBrito       |
| 1  | Germania (bandiera)          | D     | Herbert Finken     |
| 2  | Giamaica (bandiera)          | C     | Paul Thomas        |
| 3  | Trinidad e Tobago (bandiera) | C     | Warren Archibald   |
| 4  | Argentina (bandiera)         | C     | José Antonio Plá   |
| 4  | Brasile (bandiera)           | C     | Adilson Silveira   |
| 5  | Argentina (bandiera)         | A     | César Luis Menotti |
| 6  | Trinidad e Tobago (bandiera) | A     | Leroy DeLeon       |
| 7  | Giamaica (bandiera)          | A     | Neville Oxford     |
| 8  | Inghilterra (bandiera)       | D     | Barry Mahy         |
| 9  | Giamaica (bandiera)          | A     | Sydney Bartlett    |
| 10 | Inghilterra (bandiera)       | A     | Michael Ash        |
| 11 | Trinidad e Tobago (bandiera) | D     | Jan Steadman       |
| 12 | Inghilterra (bandiera)       | D     | Barrie Wright      |
| 13 | Argentina (bandiera)         | C     | Luis María Más     |

| N. |                        | Ruolo | Calciatore         |
| -- | ---------------------- | ----- | ------------------ |
| 14 | Brasile (bandiera)     | A     | Bruno Siciliano    |
| 15 | Stati Uniti (bandiera) | D     | Tibor Resznecki    |
| 16 | Haiti (bandiera)       | C     | Philippe Vorbe     |
| 17 | Austria (bandiera)     | P     | Paul Freitag       |
| 18 | Inghilterra (bandiera) | D     | Roy Hartle         |
| 18 | Stati Uniti (bandiera) | C     | Andrew Mate        |
| 19 | Argentina (bandiera)   | A     | Néstor Manfredi    |
| 19 | Jugoslavia (bandiera)  | A     | Dragutin Mehandžić |
| 20 | Austria (bandiera)     | C     | Alexander Bandl    |
| 20 | Inghilterra (bandiera) | A     | George Kirby       |
| 21 | Inghilterra (bandiera) | P     | Geoff Sidebottom   |
| 22 | Danimarca (bandiera)   | D     | Henrik Vestergaard |
| 23 | Argentina (bandiera)   | D     | Julio Luis Alas    |
|    | Inghilterra (bandiera) | D     | Freddie Goodwin    |
|    | Israele (bandiera)     | C     | Ze'ev Zeltzer      |